# Etimologia das unidades federativas dos Estados Unidos

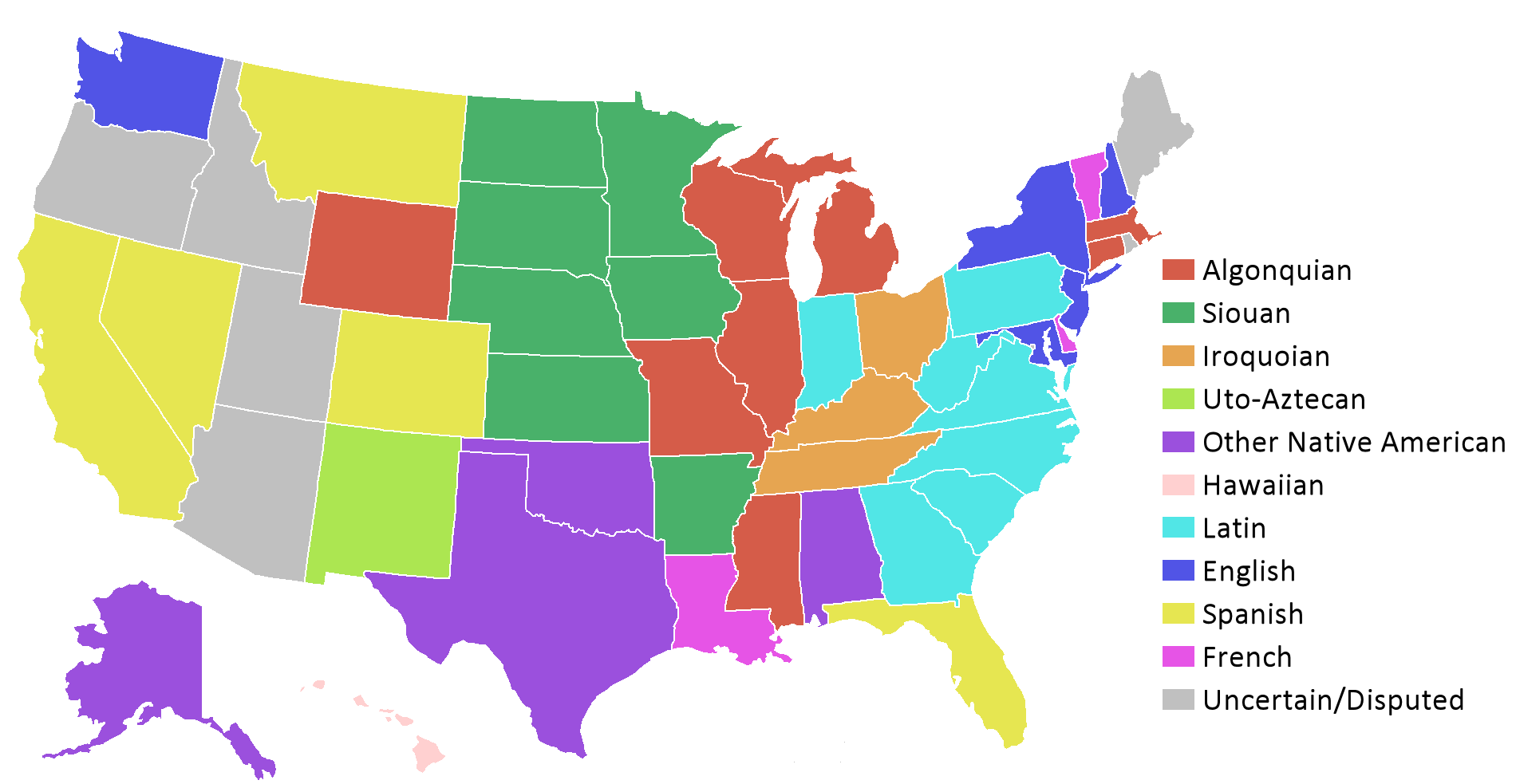
Mapa mostrando as línguas fontes dos nomes das unidades federativas.

Esta é uma lista das etimologias dos nomes das unidades federativas dos Estados Unidos.
Os cinquenta estados estado-unidenses retiraram seus nomes de uma grande variedade de línguas. Os nomes de 24 estados derivam de línguas indígenas das Américas e um do havaiano: oito vêm de línguas algonquinas, sete de línguas siuanas (um destes através de Illinois, uma língua algonquina), três de línguas iroquesas, um de uma língua uto-asteca, e cinco de outras línguas de povos nativos americanos.
Vinte e dois outros nomes de estados derivam de línguas europeias: sete a partir do latim (a maior parte de formas latinizadas de nomes pessoais em inglês), seis da língua inglesa, cinco vêm do castelhano (e um mais de uma língua indígena através do castelhano), e três provenientes do francês (um destes através do inglês). As etimologias de seis estados estão em disputa ou não são claras: Arizona, Havaí, Idaho, Maine, Oregon e Rhode Island. Na tabela abaixo, estes estados possuem uma linha para cada língua ou significado fonte potencial.
Dos cinquenta estados, onze foram nomeados em homenagem a um indivíduo. Cinco destes receberam os nomes de monarcas: três reis britânicos, uma rainha inglesa e um rei francês.

## Nomes das unidades federativas
| Nome do estado | Língua de origem    | Palavra de origem | Significado e observações |
| -------------- | ------------------- | ----------------- | --- |
| Alabama        | Choctaw             | albah amo         | "Limpadores de bosque" ou "cortadores de plantas", a partir de albah, "plantas (medicinais)", e amo, "limpar". O nome choctaw moderno para a tribo é Albaamu. |
| Alasca         | Aleúte              | alaxsxaq          | "Continente" (literalmente "o objeto para o qual a ação do mar está direcionada"). |
| Arizona        | Basco               | aritz onak        | "Bons carvalhos". |
| Arizona        | O'odham             | ali ṣona-g        | "Tendo uma pequena fonte". |
| Arkansas       | Kaw, via Illinois   | akaansa           | Emprestado de uma versão em illinois do nome tribal kką:ze (ver Kansas, abaixo), o qual os Miami e os Illinois utilizavam para se referirem aos Quapaw. |
| Califórnia     | Português           |                   | A palavra califórnia tem origem portuguesa e se refere aos fornos de cal da região de Sesimbra em Portugal, local de procedência do navegador portugues João Rodrigues Cabrilho (que foi posteriormente nomeado Juan Rodríguez Cabrillo pelos espanhóis), que navegou a serviço de Espanha em 1542, e pensava ser a Califórnia uma ilha. Cabrilho procurava a Norte, uma passagem do Pacífico para o Atlântico e explorou por lá até mais ou menos onde viria a ser mais tarde São Francisco. |
| Colorado       | Castelhano          |                   | "Vermelho" ou "avermelhado", originalmente se referindo ao Rio Colorado. |
| Connecticut    | Algonquino oriental | quinnitukqut      | De alguma língua algonquina oriental do sul da Nova Inglaterra (talvez Mahican), significando "no longo rio de marés", com relação ao Rio Connecticut. O nome reflete Proto-Algonquino-Oriental *kwən-, "longo"; *-əhtəkw, "rio de marés"; e *-ənk, o sufixo locativo (derivado do Ojibwe ginootigweyaad, "ser um rio longo"). |
| Delaware       | Francês via Inglês  | de la Warr        | Em homenagem ao Rio Delaware, nomeado a partir do Barão de la Warr (originalmente de la Guerre, "da guerra"), que o navegou em 1610. |
| Flórida        | Castelhano          | (pascua) florida  | "(Páscoa) Florida" (para distingui-lo do Ciclo do Natal, o qual também era chamado de Pascua), em homenagem à sua descoberta pelos espanhois durante a época de Páscoa. |
| Geórgia        | Latim               |                   | A forma feminina de Jorge em latim (em inglês: "George"), em homenagem ao Rei Jorge II da Grã-Bretanha. |

- Kentucky - anteriormente, acreditava-se que a origem do nome do Estado vinha de uma palavra ameríndia, que significa "terreno de caça escuro e sangrento", por causa de que as tribos nativas que viviam na região caçavam dentro das densas florestas do estado, e que, muitas vezes, estas tribos batalhavam-se entre si nestas florestas. Porém, atualmente acredita-se que a palavra Kentucky possa ser atribuído a numerosos idiomas indígenas, com vários significados possíveis. Alguns destes significados são "terra do amanhã", "terra de cana e perus" e "terras dos prados".
- Luisiana - nomeada pelo primeiro explorador que explorou a região, o francês René Robert Cavelier, que assim nomeou o estado em homenagem ao Rei francês Luís XIV de França.
- Maine - não se sabe ao certo a origem do nome Maine. Acredita-se que o nome do Estado vem da expressão inglesa mainland, que significa "corpo de terra principal". Alguns historiadores, porém, acreditam que este nome venha da província de Maine, uma das províncias da França. Uma terceira hipótese é o uso da expressão going over to the Main por parte dos habitantes que viviam em ilhas situadas ao longo do litoral do Estado.
- Michigan - a origem do nome Michigan vem de uma palavra chippewa, "michigama", que significa "Grande Lago", em relação ao Lago Michigan.
- Minnesota - de duas palavras sioux, mini, que significa "cor-de-céu", e sota, que significa "água". A expressão mini sota ("águas cor-de-céu") era usada pelos sioux para descrever o Rio Minnesota.
- Mississippi - a origem do nome deve-se ao rio Mississippi que corre ao longo da sua fronteira oeste. Mississippi é uma palavra de origem algonquina (mais especificamente, a língua Ojibwe) que significa "grandes águas" ou "pai das águas". Atualmente também é conhecido pelos títulos de Estado da magnólia e Estado da hospitalidade.
- Utah - O Congresso americano criou o Território de Utah em 1850 - tendo nomeado o território conforme a tribo nativa americana Ute que vivia na região.
- Virgínia - a região foi nomeada de Virgínia em 1584 por um explorador britânico, Walter Raleigh, em homenagem à Rainha Elizabeth I de Inglaterra, que à época também era conhecido como a Rainha Virgem.
- Wisconsin - é uma palavra de origem nativo americana. Porém, não se sabe ao certo o significado desta palavra, que pode significar agrupamento de águas, campos selvagens de arroz, terra natal ou grande rocha.